# فرودگاه همینگسون
فرودگاه همینگسون (به انگلیسی: Hemmingson Airport) یک فرودگاه خصوصی است که یک باند فرود چمن دارد و طول باند آن ۳۸۱ متر است. این فرودگاه در شهر البانی، اورگن کشور ایالات متحده آمریکا قرار دارد و در ارتفاع ۷۶ متری از سطح دریا واقع شده‌است.